# Rodhals (plantedel)
Rodhalsen på en plante er det opsvulmede stykke, som danner overgangen mellem stammen og rødderne.
I rodhalsen opbevares hovedparten af buskes og træers oplagrede stivelse vinteren over. Det gør området tiltrækkende for gnavere som mosegris og markmus. Rodhalsen er desuden i en udsat position, fordi fugtigheden hele tiden svinger omkring den. Ofte ligger fugtigheden inden for det kritiske område (dvs. mellem 15 og 60 % vandindhold), som gør svampeangreb muligt.
Disse forhold gør, at man bør være ekstraordinært forsigtig, når man arbejder inde ved rodhalsen: Selv den mindste skramme i barken kan blive en adgangsvej for visnesyge (Verticilium dahliae) og rodbrand (Pythium, Phytophthora med flere).